# 까마귀 (1963년 영화)
까마귀(The Raven)는 미국에서 제작된 로저 코먼 감독의 1963년 영화이다. 빈센트 프라이스 등이 주연으로 출연하였고 로저 코먼 등이 제작에 참여하였다.

## 출연

### 주연
- 빈센트 프라이스
- 피터 로어

### 조연
- 보리스 칼로프
- 하젤 코트
- 잭 니콜슨
- 올리브 스터게스
- 윌리엄 바스킨

## 제작진
- 원작자: 에드거 앨런 포
- 미술: 다니엘 할러